# STS-112
La missió STS-112 va ser una missió a l'Estació espacial internacional del transbordador espacial Atlantis llançada des del centre espacial John F. Kennedy el 7 d'octubre de 2002.

## Tripulació
- Jeffrey S. Ashby (3), Comandant
- Pamela A. Melroy (2), Pilot
- David A. Wolf (3), especialista de missió
- Piers Sellers (1), especialista de missió
- Sandra Magnus (1), especialista de missió
- Fyodor N. Yurchikhin (1) (RSC), especialista de missió

 Entre parèntesis, el nombre de missions de l'astronauta, inclosa la STS-112

## Paràmetres de la missió
- Massa:
  -  El trasborador al despegar: 116.538 kg
  -  El trasborador a l'aterrar : 91.390 kg
  - Càrrega: 12.572 kg
- Perigeu: 273 km
- Apogeu: 405 km
- Inclinació: 51,6°
- Període: 91,3 min

### Acomplament amb la ISS
- Acomplament: 9 d'octubre de 2002, 15:16:15 UTC
- Desacomblament: 16 d'octubre de 2002, 13:13:30 UTC
- Temps d'acomplament: 6 dies, 21 h, 57 min, 15 s